# Cúcuta
 (janvier 2010).
Améliorez-le ou discutez des points à vérifier. 

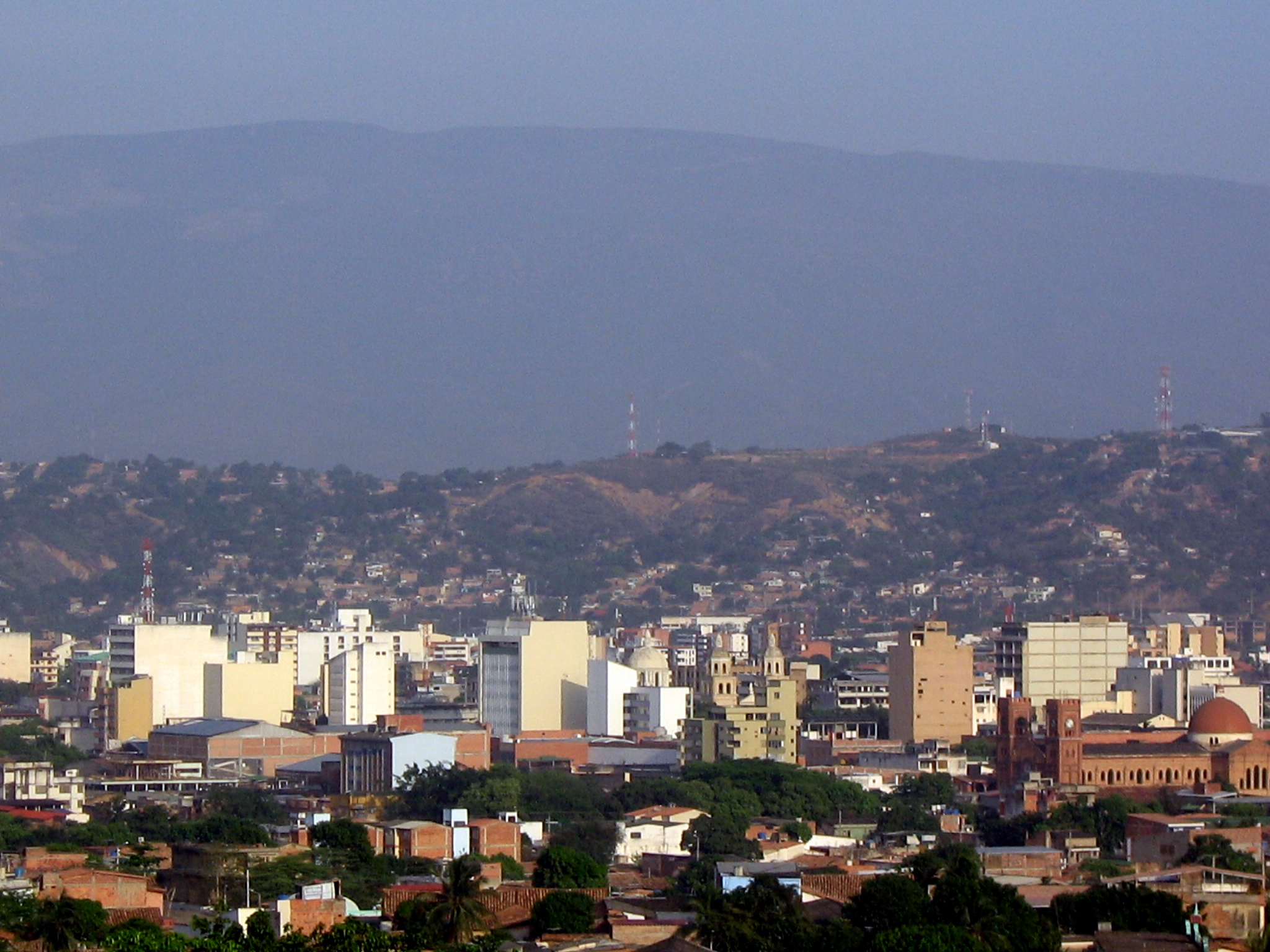
Panorama de Cúcuta

Cúcuta est une ville de Colombie et le chef-lieu du département Norte de Santander. Elle est le centre de la sixième grande zone métropolitaine de la Colombie. Elle est située au nord-est du pays, à la frontière avec le Venezuela et sur les rives du río Pamplonita. Elle a reçu le titre de Distrito Especial Fronterizo y Turístico (District spécial frontalier et touristique) et constitue la zone frontière la plus active d'Amérique du Sud. Elle est reliée par voie terrestre avec Bogota, Caracas et Cartagène. Son aéroport, l'Aeropuerto Internacional Camilo Daza, est un des plus importants du pays.
La zone métropolitaine a connu une croissance rapide depuis les années 1960, dont beaucoup a eu lieu dans les municipalités voisines comme Villa del Rosario et Los Patios.
De nos jours la ville vit une période de progrès et de développement qui n'avait pas été vue depuis 20 années avec la construction de 6 ponts, d'un centre de convention, d'un nouveau centre de transports, d'un nouveau système de transport en commun METROBUS, de nouvelles industries liées à l'exportation vers les États-Unis. Avec aussi la modernisation des écoles, la réhabilitation du centre urbain et la duplication de la capacité du stade du Général Santander.
La Colombie ayant signé un accord de libre-échange avec les États-Unis contrairement au Venezuela, les industries de ce dernier installent leurs usines dans Cúcuta pour exporter leurs produits vers les États-Unis comme s'ils étaient colombiens, sans payer des tarifs (droits de douanes). Pour cette raison, Cúcuta deviendra bientôt une ville industrielle.
Bien que Cúcuta ait le taux de chômage le plus bas du pays (8,6%) depuis plusieurs années, elle est pourtant l’une des villes les plus pauvres de Colombie avec 34 % de personnes vivant sous le seuil de pauvreté en 2019. En outre, 20 % des enfants souffrent de sous-nutrition.

## Géographie

### Localisation
Cúcuta est situé sur un plateau en Cordillère Oriental des Andes colombiens, et beaucoup de résidents occupent les terres instables. La zone métropolitaine officielle inclut les municipalités de : Villa del Rosario, patios de Los, EL Zulia, et Puerto Santander. Chacune des quatre municipalités voisines contient des secteurs ruraux étendus en dépit d'urbanisation récente.

### Orographie
La ville de Cúcuta est de niveau vers le nord montagneux et dans ses bords et leur partie centrale, particulièrement vers les sud, dans où elle présente/affichage par l'est après des montagnes, dégagé de la gamme orientale de montagne des Andes colombiens.

### Hydrographie
Cúcuta est construite sur les rives du río Pamplonita, lequel ne connait pas de problèmes de pollution.

### Voies de communication et transports
Cúcuta possède un aéroport (Camilo Daza, code AITA : CUC).

## Histoire
Simón Bolívar prit Cúcuta en 1813 et envisagea dès lors sa marche sur Caracas. À Cúcuta, le congrès constitutif de 1821 s'est réuni pour rédiger la constitution de la plus grande Colombie (Venezuela actuel, Équateur et Colombie).
La ville fut en grande partie détruite par un tremblement de terre le 18 mai 1875, mais rapidement reconstruite.
En 1939, Cúcuta avait une population de 59 323 habitants ; en 1990, il y en avait 532 564, et en 2005 la zone métropolitaine comptait 950 000 habitants. 

### Bataille de Cúcuta
La bataille de Cúcuta n'était pas importante en tant que jour militaire, mais par l'importance morale qui a profité Bolivar au dégagement au Venezuela.
La bataille débuta à neuf heures du matin le 28 février 1813 et s'acheva à midi. Les combattants : 400 hommes sous le commandement de Simón Bolivar et 800 aux ordres du général espagnol Ramón Correa. On y eut deux morts et 14 blessés parmi les troupes de libération et 20 morts et 40 blessés parmi les troupes espagnoles.

### Tremblement de terre
Le séisme de Cúcuta est connu comme un des plus importants recensés dans la région. Il s'est produit le 18 mai 1875 à 11h15 du matin. Il a détruit complètement Cúcuta, Villa del Rosario, San Antonio del Tachira et Capacho et a entraîné de sérieux dommages dans les populations vénézuéliennes de San Cristóbal, La Mulata, Rubio, Michelena, La Grita, Colón, entre d'autres. Il a été ressenti jusqu'à Bogota et Caracas.

## Politique et administration
Ramiro Suárez Corzo, maire de la ville de 2004 à 2007, est emprisonné pour avoir commandité l’assassinat d’un opposant politique. Il continuerait toutefois, en 2018, de diriger depuis sa cellule les affaires municipales. Il aurait également commandité un attentat contre Gustavo Petro, le candidat de la gauche à l'élection présidentielle de 2018, lors de son déplacement à Cúcuta pendant la campagne électorale.

## Population et société

### Démographie
D'après l'institut colombien des statistiques DANE, la population se montait à 585 543 habitants au recensement de 2005. Ce chiffre place la ville comme la sixième de Colombie.
D'autre part, la population de l'aire métropolitaine de Cúcuta (formée de 6 municipes), est de 1 298 187 habitants, occupant également la sixième place au niveau national[réf. nécessaire].

## Économie

### Emploi
Depuis plusieurs années la ville a le plus faible taux de chômage du pays, avec 8,6 % 

### Secteurs d'activité
Cúcuta a avec des industries laitières, spiritueux et de la construction. C'est une ville commerciale nette due à son état de frontière avec le Venezuela. Grâce à lui les centres, les banques, et elle compte commerciaux principaux d'entrepôts a des bureaux dans la ville.

#### FTA pour Cúcuta
La Colombie ayant signé un accord de libre-échange avec les États-Unis contrairement au Venezuela, les industries de ce dernier installent leurs usines dans Cúcuta pour exporter leurs produits vers les États-Unis comme s'ils étaient colombiens, sans payer des tarifs (droits de douanes). Pour cette raison, Cúcuta deviendra bientôt une ville industrielle.

### Pauvreté
Cúcuta est l’une des villes les plus pauvres de Colombie avec 34 % de personnes vivant sous le seuil de pauvreté en 2019. En outre, 20 % des enfants souffrent de sous-nutrition.

## Culture locale et patrimoine

### Monuments et lieux touristiques
- Église Saint-Louis-de-Gonzague de Cúcuta

### Personnalités liées à la municipalité
- Francisco Soto (1789-1846) : homme politique né à Cúcuta ;
- Virgilio Barco Vargas (1921-1997) : président de Colombie né à Cúcuta ;
- Fabiola Zuluaga (1979-) : joueuse de tennis née à Cúcuta ;
- James Rodríguez (1991-) : footballeur né à Cúcuta.
- Camila Osorio (2001-) : joueuse de tennis née à Cúcuta ;
- Rolando Serrano (1938-2022) : son grand-père footballeur qui a joué 165 matches pour Cúcuta Deportivo avant d'entraîner le club. Il meurt à Cúcuta. Il a joué deux matches de la Coupe du monde 1962.

### Relations internationales

#### Jumelage
La ville de Cúcuta est jumelée avec les villes suivantes :
- San Cristóbal (Venezuela)
- San Antonio del Táchira (Venezuela)
- Saragosse (Espagne)[8]
- Bucaramanga (Colombie)
- Tunja (Colombie)